# Dezercja

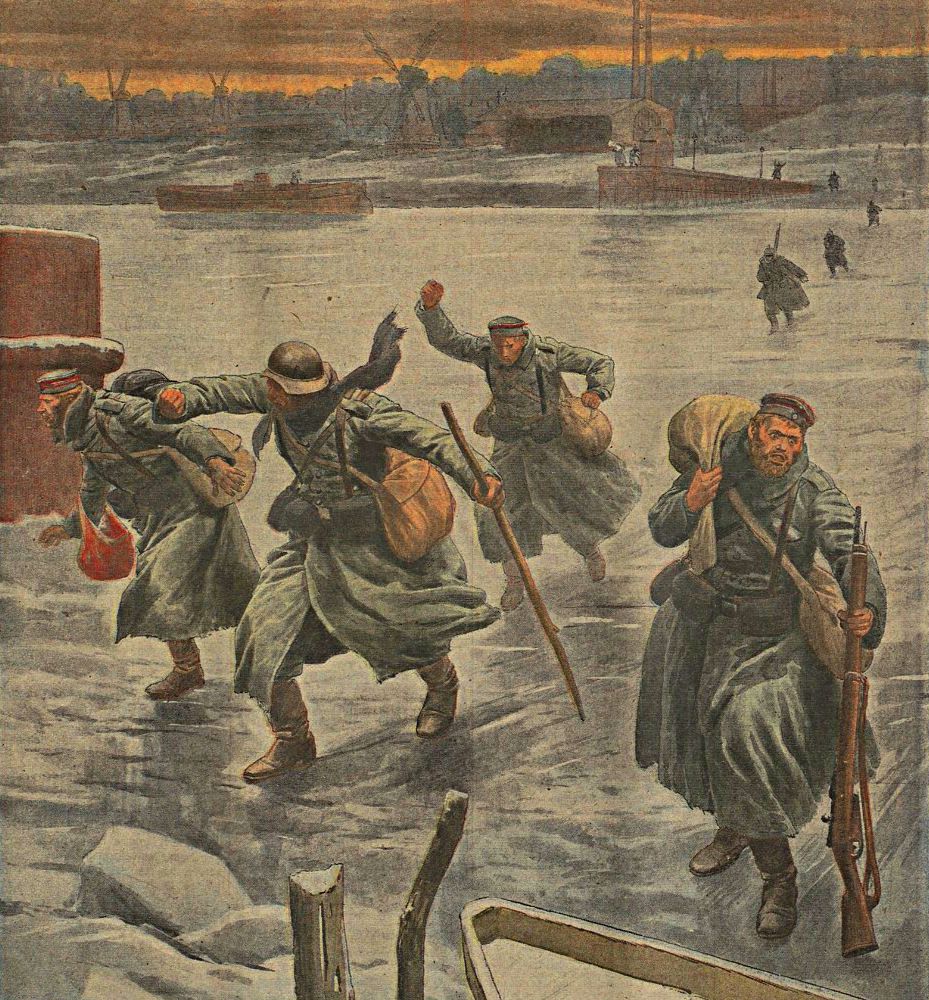
Niemieccy dezerterzy uciekający do neutralnej Holandii w czasie I wojny światowej

Dezercja (łac. desertio „opuszczenie”) – przestępstwo w postaci samowolnego opuszczenia jednostki wojskowej lub pozostawania poza nią, z zamiarem uchylania się od służby wojskowej. Żołnierz dokonujący dezercji określany jest dezerterem.
Zjawisko dezercji znane było od początku istnienia armii, a jej przypadki wspominane były już w starożytnej Grecji i Rzymie. Zagrożona była surowymi karami: do końca XIX wieku karana z reguły śmiercią. W XX wieku w wojskowych kodeksach karnych wprowadzono rozróżnienie między dezercją a samowolnym oddaleniem się od oddziału, co utrzymało się do dziś.

## Dezercja w armiach świata
Dawniej często stosowano surowe kary za dezercję, czego przykładem może być Armia Cesarstwa Niemieckiego, gdzie za pierwszą ucieczkę groziło od 6 miesięcy do 2 lat więzienia, za drugą do 5 lat więzienia, a za dalsze do 10 lat w zakładzie karnym o zaostrzonym rygorze. W czasie wojny – przy ucieczce z pola bitwy czy oblężonej twierdzy – groziła kara śmierci. Dezerterzy w stopniu oficera byli usuwani z wojska, podoficerowie degradowani, a prości żołnierze kierowani do batalionów karnych. Nieco łagodniejsze było prawodawstwo Austro-Węgier, gdzie za dezerterów uważano tylko takich żołnierzy, którzy już złożyli przysięgę.
Jedną z najbardziej surowych dyscyplin wojskowych miała armia pruska. W 1749 roku król Fryderyk II Hohenzollern przywrócił karę dla dezerterów polegającą na obcięciu nosa i uszu. W 1757 roku w twierdzy w Kłodzku powieszony został ksiądz Andreas Faulhaber, ponieważ nie uznał dezercji za grzech śmiertelny. W latach 1713–1763 w armii pruskiej miało miejsce ponad 70 000 przypadków dezercji.
Domniemane przewożenie dezerterów z armii brytyjskiej przez amerykańską fregatę Chesapeake doprowadziło w 1807 do incydentu brytyjsko-amerykańskiego.

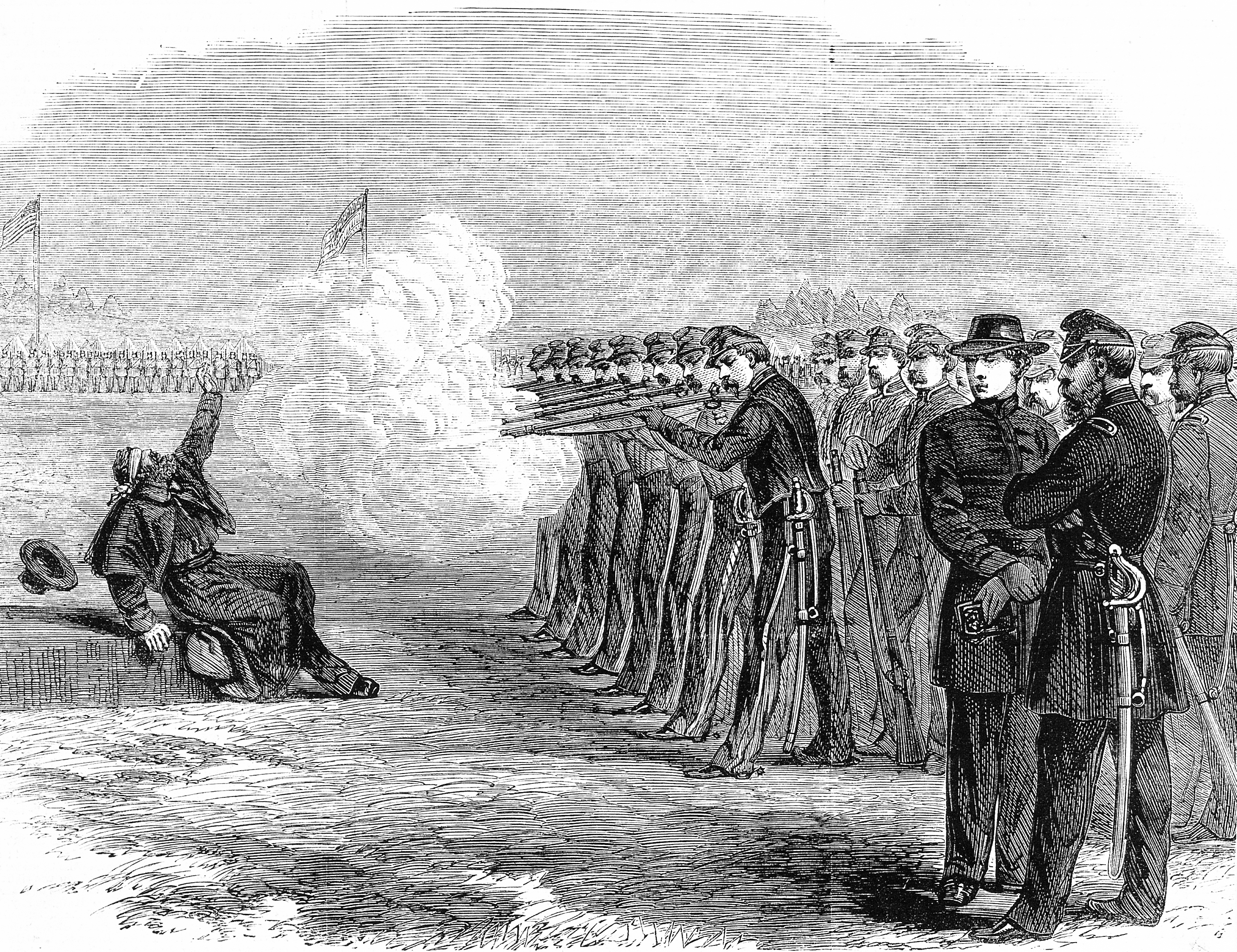
Pluton egzekucyjny armii amerykańskiej rozstrzeliwuje dezertera w czasie wojny secesyjnej

W czasie wojny secesyjnej w latach 1861–1865 z armii obu walczących stron zdezerterowało około 300 000 ludzi. Podczas I wojny światowej z armii USA uciekło wielu żołnierzy, 24 z nich skazano na karę śmierci. Nie zostali jednak zabici, ponieważ wszystkich ułaskawił prezydent Woodrow Wilson. W tym czasie Francuzi rozstrzelali 600 żołnierzy, którzy porzucili służbę, a Brytyjczycy 304. W armii niemieckiej w latach 1914–1918 skazano za dezercję około 130 000 żołnierzy. Z wydanych 49 wyroków śmierci, wykonano 18. Z armii rosyjskiej w czasie I wojny światowej zdezerterowało ponad 2 000 000 żołnierzy. Byli oni głównie pochodzenia chłopskiego, a wielu z nich w trakcie rozpadu imperium Romanowów prowadziło agitację m.in. pod hasłem: ekspropriacji ekspropriatorów, czyniąc podkład np. pod ukraińską żakierię.
Pomimo że psychiatrzy amerykańscy uznali 1 750 000 poborowych za niezdolnych do służby wojskowej, w czasie II wojny światowej z armii USA zdezerterowało około 50 000 żołnierzy. W armii brytyjskiej w omawianym okresie służbę w wojsku porzuciło około 100 000 żołnierzy. Żaden z byłych żołnierzy nie stracił jednak życia, ponieważ w 1930 roku rząd laburzystów zniósł karę śmierci za samowolne opuszczenie pola walki.
Najbardziej znanym dezerterem z armii USA był szeregowiec Eddie Slovik (Amerykanin polskiego pochodzenia). W 1944 roku pisemnie odmówił pójścia na front, wolał posiedzieć w więzieniu niż zginąć. Wojny jednak nie przeżył, ponieważ został skazany na śmierć za dezercję i rozstrzelany. Jego żonie wysłano list, w którym poinformowano ją, że mąż zginął na europejskim teatrze wojny. Ponieważ jego historia stała się bardzo głośna, w 1974 roku powstał film The Execution of Private Slovik, którego kanwą była jego historia. W czasie II wojny światowej na żołnierzy armii USA wydano 2500 wyroków (w tym 139 wyroków śmierci). Oprócz jednego, wszystkie wyroki śmierci zostały złagodzone.
Osobną kategorię stanowili żołnierze, którzy zdezerterowali, aby dołączyć do organizacji przestępczych. Działając na terenie Francji i Włoch opanowali czarny rynek. Zajmowali się handlem kobietami, alkoholem i papierosami oraz hazardem, wymuszeniami i napadami z bronią w ręku. Do tego należy doliczyć gwałty na francuskich i włoskich kobietach.
Kary za dezercję stosowano we wszystkich armiach świata, dotyczyły one także Wehrmachtu i Armii Czerwonej. Dezercje stały się problemem dla Armii Czerwonej w 1941 roku, natomiast dla armii niemieckiej w 1945 roku. Pod koniec wojny w ręce SS i żandarmerii wpadły dziesiątki tysięcy zbiegłych żołnierzy i cywilów włączonych do tzw. Volkssturmu, których w myśl maksymy Adolfa Hitlera: „Żołnierz może umrzeć, dezerter musi umrzeć” rozstrzeliwano lub wieszano na miejscu. Wpływ na dezercję miały też okropności wojny, dezerterowali świadkowie masakr dokonywanych na ludności, głównie żydowskiej, na terytoriach okupowanej Polski i Związku Radzieckiego, z tego powodu zdezerterował z armii niemieckiej m.in. Stefan Harder, 23-letni radiotelegrafista. Otl Aicher ambiwalentne uczucia dezertera opisał w książce: Wojna od podszewki. W kwestii dezercji nie uznawał się też za zdrajcę, twierdził nawet, że to nie on jest zdrajcą, ale że jest nim państwo.

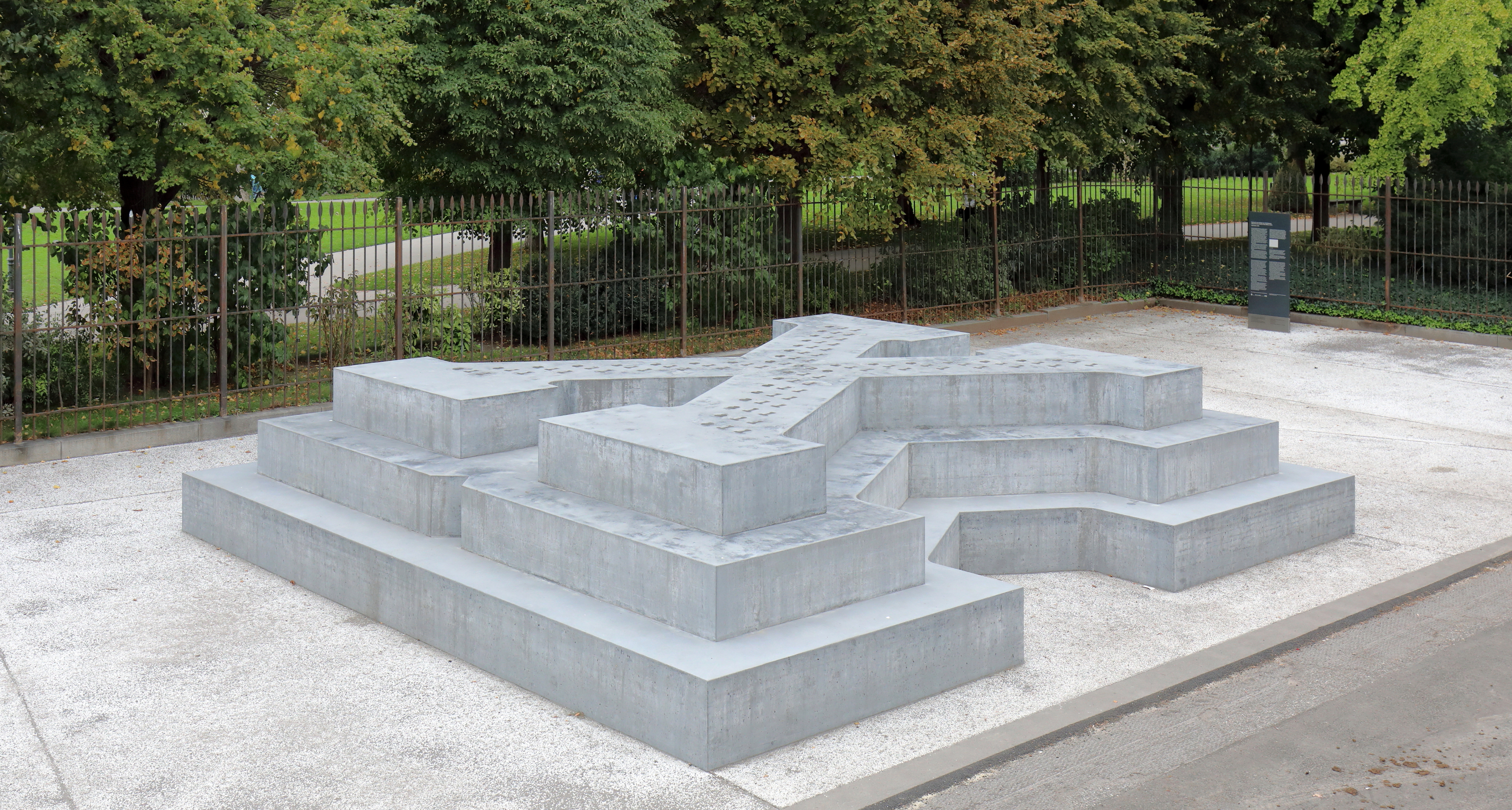
Pomnik dezerterów z Wehrmachtu w Wiedniu

Oblicza się, że w ostatnich tygodniach oblężenia Berlina w kwietniu 1945 w mieście ukrywało się co najmniej 50 000 dezerterów. Według historyka Benjamina Ziemanna do końca 1944 roku z Wehrmachtu zdezerterowało 100 000 żołnierzy, jednak według innych ocen liczba ta mogła wynosić nawet 300 000. Sądy wojenne III Rzeszy w 22 750 przypadkach orzekły karę śmierci, z tego w 15 000 przypadków wyroki wykonano. Wieszanym na drzewach dezerterom, naziści często zawieszali na szyj tabliczkę z napisem Jestem tchórzliwym dezerterem.
W 1948 roku sędzia Adolf Holzwig został skazany na 2 lata więzienia, za skazanie trzech dezerterów na karę śmierci już po kapitulacji, mającej miejsce 8 maja 1945 roku. W 2002 roku Bundestag zrehabilitował żołnierzy skazanych za dezercję przez sądy III Rzeszy, uznając wyroki za bezprawne.
Szczególnymi dezerterami z Armii Czerwonej było 327 oficerów i szeregowych którzy od początku 1940 do 22 czerwca 1941 zdezerterowali i przeszli na stronę reżimu III Rzeszy wraz z mapami taktycznymi i dokumentami o charakterze tajnym.
Rozkaz nr 270 z 16 sierpnia 1941 informował, że żołnierzy Armii Czerwonej oddających się do niewoli należy uznać za złośliwych dezerterów podlegających uwięzieniu, jeńców wojennych przebywających w obozach niemieckich także uważano za podejrzanych o dezercję. Józef Stalin oświadczył, że każdy żołnierz Armii Czerwonej który odda się do niewoli, będzie uznawany za zdrajcę, ponieważ złamał przysięgę wojskową i zdradził swoją ojczyznę. Bardzo surowe kary stosowano także po wojnie wobec dezerterów z Armii Radzieckiej stacjonującej w NRD, których wśród rekrutów było wielu ze względu na sadystyczne traktowanie młodych kolegów przez starszych, tzw. „diedowszczynę”.
W RFN roczna liczba dezercji wynosi obecnie ok. 50, w Wielkiej Brytanii przeciętnie około 100 (w roku 2005: 530, prawdopodobnie w związku z udziałem w wojnie w Iraku). W armii USA dezerterów nazywa się AWOL (Absent Without Official Leave). W r. 2005 było ich około 5000. Kara za dezercję jest tam stosowana dopiero po 30 dniach nieobecności.

## Dezercja w armii polskiej

### I Rzeczpospolita
W Polsce przedrozbiorowej dezercja wspominana jest już w Statutach wiślickich (1347) jako przestępstwo chodzenia luzem. Artykuły wojenne hetmańskie traktowały ucieczkę z pola walki jako sprawę gardłową. Wydane w 1635 roku przez hetmana Krzysztofa Radziwiłła artykuły za ucieczkę całego oddziału z pola walki przewidywały śmierć dla oficerów i dla co dziesiątego żołnierza wyłonionego w drodze losowania. Oficerowie mieli być ścięci a żołnierze powieszeni. W czasie powstania kościuszkowskiego, dezercje nasiliły się po klęsce pod Szczekocinami, w tym czasie zdezerterował m.in. chorąży Stanisław Świstacki, bohater bitwy pod Racławicami.
W czasie powstania listopadowego, fala dezercji zaczęła narastać gdy żołnierze pochodzenia chłopskiego zauważyli, iż rząd polski nie robił nic aby poprawić ciężkie położenie chłopów polskich. Zachowane raporty potwierdziły dezercję około 800 żołnierzy. Skala dezercji była jednak tak duża, że władze powstańcze zdecydowały o organizowaniu obław na uciekinierów. Tylko z 5 Pułku Strzelców Pieszych Dzieci Warszawskich od 14 stycznia od 25 lutego 1831 roku służbę w nim porzuciło 208 żołnierzy. Z aktów dezercji rozgrzeszał żołnierzy pochodzenia chłopskiego nauczyciel i żołnierz Kazimierz Deczyński, argumentując, że szlachta jest przeciw zniesieniu pańszczyzny pod którą chłopi od dawna jęczą.

### II Rzeczpospolita
Po odzyskaniu przez Polskę niepodległości w 1918 roku, poborowi wywodzący się ze społeczności chłopskiej byli nadal przeciwni służbie w Wojsku Polskim, w związku z czym unikanie poboru i dezercje stały się zjawiskiem nagminnym.
W czasie wojny polsko-bolszewickiej wielu mężczyzn uchylało się przed poborem a wielu dezerterowało z jednostek wojskowych. Powodem był lęk o własne życie, marne zaopatrzenie lub złe relacje oficerów z szeregowymi. Były też dezercje wynikające z szerzonej propagandy opartej na pogłoskach o mającej wybuchnąć z końcem lipca rewolucji w Polsce. Przykładem jest tu 10 Pułk Piechoty w Lubaczowie i 14 Pułk Piechoty stacjonujący w Jarosławiu. Od 1 do 14 lipca 1919 z pierwszego z nich zdezerterowało 38, a z drugiego 144 żołnierzy.
Dezerterów było tak wielu, że gen. Bolesław Roja wydał zarządzenie dla żandarmerii, dowództw garnizonów i Policji Państwowej o przeprowadzenie obław. W wielu wsiach powiatów: biłgorajskiego, tomaszowskiego i zamojskiego doszło do starć z ludnością wsi, stojącą po stronie dezerterów. Władze wojskowe zarządziły 12 i 17 maja 1920 roku obławy na dezerterów na terenie całego kraju. Tylko we wspomnianym miesiącu na obszarze Kielecczyzny schwytanych zostało ponad 2000 dezerterów i poborowych uchylających się od służby w wojsku polskim. Zakończenie wojny nie zakończyło problemu dezercji, np. tylko w sierpniu 1922 policja na terenie województwa kieleckiego zatrzymała 154 poborowych uchylających się od służby i dezerterów. Kodeks karny wojskowy z 1932 za opuszczenie jednostki lub stanowiska służbowego wbrew
obowiązkowi służbowemu groził więzieniem do lat 2, w czasie wojny do lat 3 (art. 43). Jeśli sprawca działał w zamiarze trwałego uchylenia się od obowiązku wojskowego bądź gdy nieobecność w jednostce trwała powyżej 6 miesięcy, było to zagrożone więzieniem do lat 10, w czasie wojny więzieniem od 1 roku (art. 46), za popełnienie tego w obliczu nieprzyjaciela kara śmierci (art. 48). W czasie pokoju z Wojska Polskiego rocznie dezerterowało (pomijając wykupywanie lub wymigiwania się od wcielenia w szeregi WP) od 1000 do 1500 żołnierzy.

### Polska Ludowa
Problem dezercji dotyczył także Ludowego Wojska Polskiego. Najbardziej znany przypadek dotknął 31 Pułku Piechoty, z którego w nocy z 12 na 13 października 1944 roku zdezerterowało 636 żołnierzy, w tym dwóch oficerów.
W związku z tym 16 października 1944 roku Naczelny Dowódca WP, gen. broni Michał Rola-Żymierski nakazał rozformować pułk, który jako zhańbiony, został wykreślony z rejestrów Wojska Polskiego.
Kodeks wojskowy PRL obowiązujący w latach 1944–1969 w art. 115 i następnych przewidywał kary do 5 lat więzienia, podczas gdy dezercja w czasie wojny, ucieczka wraz z innymi żołnierzami czy przywłaszczenie sobie broni mogły prowadzić do kary śmierci.

### III Rzeczpospolita
16 grudnia 2021 roku w czasie kryzysu migracyjnego na granicy polsko-białoruskiej żołnierz Emil Czeczko służący w 11 Mazurskim Pułku Artylerii (ze składu 16 Pomorskiej Dywizji Zmechanizowanej Wojska Polskiego), zdezerterował i uciekł na terytorium Białorusi gdzie wystąpił o azyl. Został tam następnie wykorzystany do działań propagandowych wymierzonych przeciwko Polsce.
Obecnie w polskim prawodawstwie rozróżnia się samowolne oddalenie się bez zamiaru trwałego uniknięcia służby wojskowej, karane jako przewinienie dyscyplinarne, od właściwej dezercji (w celu trwałego uchylenia się od służby wojskowej), która jest przestępstwem podlegającym karze wg części wojskowej kodeksu karnego z 1997.

## Dezercja i dezerterzy w kulturze
- Przygody dobrego wojaka Szwejka, powieść z 1923 roku autorstwa Jaroslava Haška
- C.K. Dezerterzy, powieść z 1937 roku autorstwa Kazimierza Sejdy
- Dobry wojak Szwejk, film z 1957 roku w reżyserii Karela Steklý
- Dezerter, film z 1958 roku w reżyserii Witolda Lesiewicza[44]
- Giuseppe w Warszawie, film z 1964 roku w reżyserii Stanisława Lenartowicza[45]
- The Execution of Private Slovik, film z 1974 roku w reżyserii Lamonta Johnsona[46]
- C.K. Dezerterzy, film z 1986 roku w reżyserii Janusza Majewskiego[47]
- Kroll, film z 1991 roku w reżyserii Władysława Pasikowskiego
- Samowolka, film z 1993 roku w reżyserii Feliksa Falka[48].